# Saugy
Saugy é uma comuna francesa na região administrativa do Centro, no departamento Cher. Estende-se por uma área de 9,86 km². Em 2010 a comuna tinha 79 habitantes (densidade: 8 hab./km²).